# Paul Broun

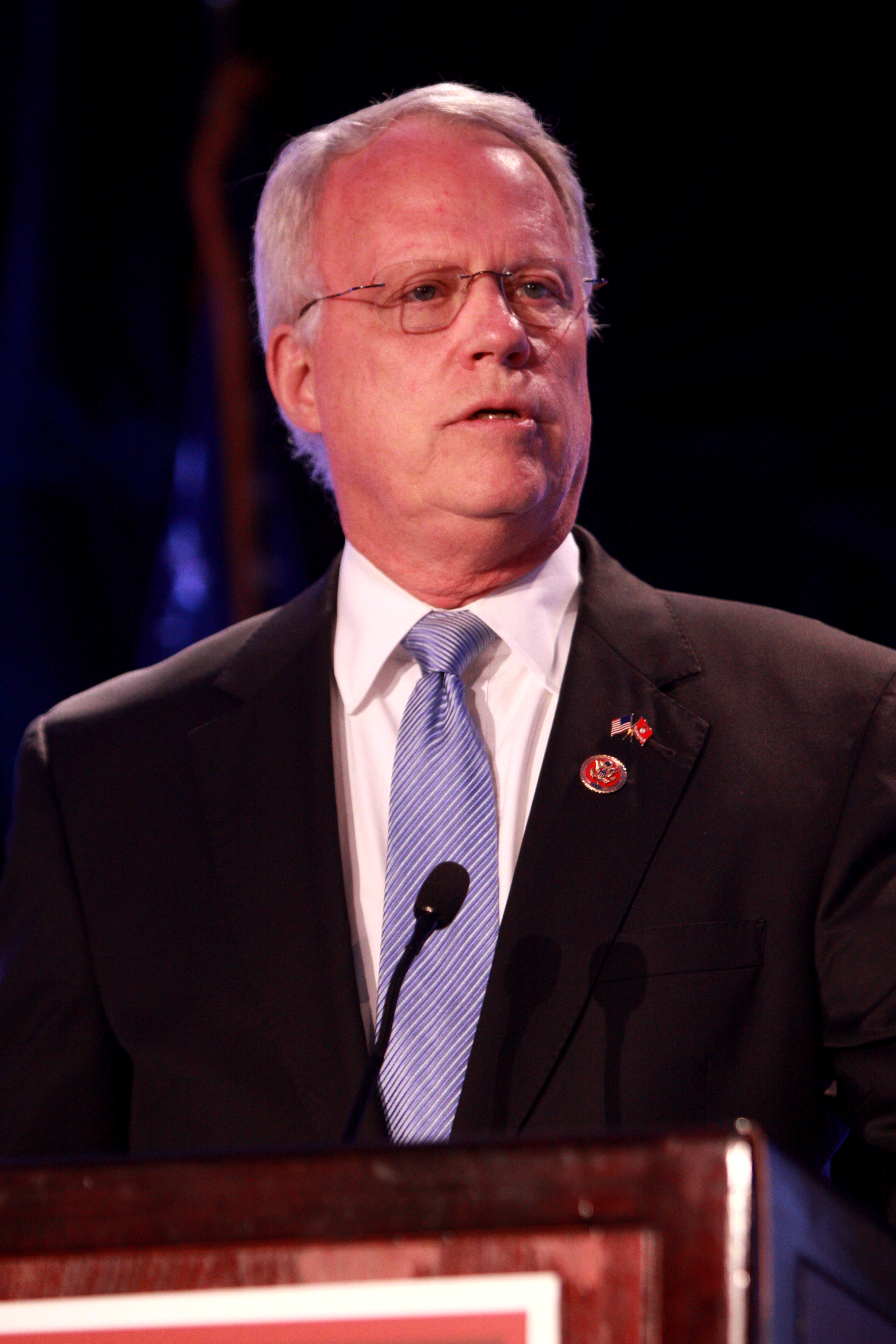
Paul Broun (2013)

Paul Collins Broun Jr. (* 14. Mai 1946 in Atlanta, Georgia) ist ein US-amerikanischer Politiker. Von 2007 bis 2015 vertrat er den Bundesstaat Georgia im US-Repräsentantenhaus.

## Werdegang
Nach der Grundschule diente Paul Broun zunächst zwischen 1964 und 1967 im United States Marine Corps. Danach studierte er an der University of Georgia in Athens. Nach einem anschließenden Medizinstudium und seiner Zulassung als Arzt begann er in seinem neuen Beruf zu arbeiten.
Politisch schloss sich Broun der Republikanischen Partei an. Nach dem Tod des Kongressabgeordneten Charlie Norwood wurde er bei der fälligen Nachwahl für den zehnten Sitz von Georgia als dessen Nachfolger in das US-Repräsentantenhaus in Washington, D.C. gewählt. Dort trat er am 17. Juli 2007 sein neues Mandat an. Nachdem er bei den drei folgenden Wahlen jeweils bestätigt wurde, konnte er sein Mandat bis Januar 2015 ausüben. Bei den Kongresswahlen des Jahres 2010 erreichte er 67 Prozent der Wählerstimmen. Das Ergebnis lag im Bundestrend zu Gunsten der Republikanischen Partei. Broun war im Kongress zuletzt Mitglied im Ausschuss für Innere Sicherheit und im Ausschuss für Wissenschaft und Technologie sowie in mehreren Unterausschüssen. Nach der Wahl von Barack Obama zum US-Präsidenten ist Broun mehrfach durch abwertende Bemerkungen über diesen aufgefallen.
Broun ist zum vierten Mal verheiratet. Er hat zwei erwachsene Töchter aus früheren Ehen und mit seiner aktuellen Frau Nikki einen Sohn im Teenageralter.
Im Vorfeld der Senatswahlen 2014 erklärte Broun seine Kandidatur für den Sitz des nicht mehr antretenden Saxby Chambliss. In der Primary seiner Partei erreichte er mit 9,6 Prozent der Stimmen nur den fünften Platz. Die Nominierung seiner Partei ging an David Perdue, der dann auch die eigentliche Wahl gegen die Demokratin Michelle Nunn gewann und am 3. Januar 2015 in den Kongress einzog, den Broun am selben Tag verlassen musste.

## Politische Positionen
Broun bestreitet die globale Erwärmung und stimmte gegen eine entsprechende Gesetzesvorlage, die dieser entgegenwirken sollte. Im Mai 2009 schlug er vor, das Jahr 2010 zum Jahr der Bibel zu erklären. Im Kongress brachte er einen Gesetzentwurf zur Regelung der Moral in militärischen Einrichtungen ein. Broun gehört dem Tea Party Caucus an, der die Interessen der Tea-Party-Bewegung im Repräsentantenhaus vertritt.
Zudem ist er Anhänger des Kreationismus. Bei einer Wahlkampfveranstaltung im September 2012 äußerte er sich folgendermaßen: „All das Zeug, das ich über Evolution und Embryologie und den Urknall beigebracht bekommen habe, sind Lügen direkt aus der Hölle […] Und diese Lügen versuchen, mich und alle anderen, denen sie gelehrt wurden, von der Erkenntnis abzuhalten, dass sie einen Erlöser brauchen.“ Die Erde sei 9.000 Jahre alt und von Gott in sechs Tagen erschaffen worden.
Vor der Wahl Obamas 2008 erregte Broun dadurch Aufmerksamkeit, dass er Obama mit Stalin und Hitler verglich. Sein Pressesprecher betonte, dass Broun sich dafür nicht entschuldigen werde.
Dem Council on American-Islamic Relations unterstellte er, Terroristen zu unterstützen. 2010 warf er Obama vor, die US-Verfassung abzulehnen und Sozialist zu sein. Paul Broun bekannte sich nicht direkt zu der Birther-Bewegung, eine Bewegung, die versucht zu beweisen, dass Obama kein US-Bürger sei. Allerdings weigerte er sich, die Frage, ob Obama US-Bürger sei, mit ja zu beantworten. Er wisse es nicht. 2011 wurde ihm bei einer Wahlkampfveranstaltung die Frage gestellt: „Who is going to shoot Obama?“ (englisch für: Wer wird Obama erschießen?). Er verglich die Einführung von Obamacare mit dem Amerikanischen Bürgerkrieg, den er den Great War of Yankee Aggression (englisch für: Den großen Angriffskrieg der Yankees) bezeichnete.

## Kritik
Bill Nye, der Sendungen zu wissenschaftlichen Themen produziert, stellte Brouns Fähigkeit, im Ausschuss für Wissenschaft und Technologie zu arbeiten, infrage. „Da die wirtschaftliche Zukunft der USA von unserer Tradition von technischen Neuerungen abhängt, sind die Ansichten Brouns nicht im Nationalen Interesse“/„Er ist nach keinem Maßstab qualifiziert, Entscheidungen über die Wissenschaft, den Weltraum und Technologie zu machen.“ (“Since the economic future of the United States depends on our tradition of technological innovation, Representative Broun's views are not in the national interest”/“He is, by any measure, unqualified to make decisions about science, space, and technology.”)
Als Reaktion auf Brouns Bemerkungen gegen die Evolutionstheorie wählten 5.000 Wähler im 10. Distrikt bei den Wahlen zum Repräsentantenhaus 2012 Charles Darwin als sogenannten write-in candidate.